# Ichneutica homerica
Ichneutica homerica là một loài bướm đêm trong họ Noctuidae.